# 44-й Берлинский международный кинофестиваль
44-й Берлинский международный кинофестиваль проходил с 10 по 21 февраля 1994 года.

## Жюри
- Джереми Томас (председатель жюри)
- Чингиз Айтматов
- Мария Луиса Бемберг
- Сюй Фэн
- Морган Фримен
- Франсис Жиро
- Коринна Харфаух
- Карло Лиццани
- Шютте, Вольфам
- Сьюзен Зейделман
- Хаяо Сибата
- Дэйв Кер

## Конкурсная программа
- «По другой стороне туннеля», режиссёр Хайме Де Арминьян
- «Возвращение к истокам», режиссёр Рейнхарт Мюнстер
- «Голубой», режиссёр Линхард Ваврзин
- «Дорогие друзья-приятели», режиссёр Марио Моничелли
- «Убежище для птиц», режиссёр Буддхадев Дасгупта
- «Люди напротив», режиссёр Хесус Гарай
- «Изгнанник», режиссёр Пол Кокс
- «Бесстрашный», режиссёр Питер Уир
- «Клубника и шоколад», режиссёр Томас Гутьеррес Алеа и Хуан Карлос Табио
- «Мальчик-судья Розарио Леватино», режиссёр Алессандро Ди Робилант
- «Год собаки», режиссёр Семён Аранович
- «Блестящая лиса», режиссёр Ву Зиниу
- «Путь к Будде», режиссёр Сон-У Янг
- «Во имя отца», режиссёр Джим Шеридан
- «Божья коровка, улети на небо», режиссёр Кен Лоуч
- «Эмбрион», режиссёр Марта Месарош
- «Не такая уж католичка», режиссёр Тони Маршаль
- «Филадельфия», режиссёр Джонатан Демми
- «Курить/Не курить», режиссёр Ален Рене
- «Третий берег реки», режиссёр Нелсон Перейра дус Сантус
- «Три цвета: Белый», режиссёр Кшиштоф Кесьлёвский

## Награды
- Золотой медведь:
  - Во имя отца, режиссёр Джим Шеридан
- Золотой медведь за лучший короткометражный фильм:
  - Пепел
- Серебряный медведь:
- Серебряный медведь за лучшую мужскую роль:
  - Том Хэнкс — Филадельфия
- Серебряный медведь за лучшую женскую роль:
  - Крисси Рок — Божья коровка, улети на небо
- Серебряный медведь за лучшую режиссуру:
  - Кшиштоф Кесьлёвский — Три цвета: Белый
- Серебряный медведь за лучший короткометражный фильм:
  - Бальтазар
- Серебряный медведь за выдающиеся персональные достижения:
  - Ален Рене — Курить/Не курить
- Серебряный медведь за выдающиеся достижения в области киноискусства:
  - Семён Аранович — Год Собаки
- Серебряный медведь — специальный приз жюри:
  - Клубника и шоколад
- Особое упоминание
  - Бесстрашный
  - Дорогие друзья-приятели
  - Блестящая лиса
- Тедди:
- Приз Тедди за лучший короткометражный фильм:
  - Кармелита Тропикана
- Приз Тедди за лучший документальный фильм:
  - Под огнём
- Воспоминание о мимолётном: Правдивые истории, Визуальная ложь:
- Приз Тедди за лучший художественный фильм:
  - Клубника и шоколад
  - Ловись, рыбка
  - Тяжёлый удар
- ППриз экуменического жюри:
- Приз экуменического жюри (конкурсная программа):
  - Божья коровка, улети на небо
- Приз экуменического жюри (программа «Форум»):
  - Стратегия улитки
- Приз Альфреда Бауэра:
  - Путь к Будде
- Специальный приз фестиваля Blue Angel за лучший европейский фильм:
  - Мальчик-судья Розарио Леватино
- Приз Caligari за инновации в Программе молодого кино:
  - Сатанинское танго
- Приз Peace Film Award:
  - Балаган
  - Год Собаки
- Приз имени Вольфганга Штаудте:
  - Ладони
- Приз газеты Siegessäule:
  - Тяжёлый удар